# Годинникар і курка
«Годинникар і курка» (рос. «Часовщик и курица») — український радянський двосерійний телевізійний драматичний фільм 1989 року режисера Анатолія Степаненка за мотивами однойменної п'єси Івана Кочерги.

## Сюжет
1913 рік. На провінційній залізничній станції випадково зустрічаються чотири абсолютно різні людини: молодий учитель гімназії Юркевич, його перше кохання Ліда, багатий поміщик Лундишев і німець-годинникар Карфункель. Їх зустріч повторюється в 1920 році, потім в 1927 році. За час, що минув їх долі складаються по-різному...

## У ролях
- Юрі Ярвет -  німець-годинникар Карфункель
- Ярослав Гаврилюк -  вчитель гімназії Юркевич
- Тетяна Ташкова -  Лідія Званцева
- Ігор Дмитрієв -  граф Лундишев
- Людмила Шевель - Софія Петрівна
- Маргарита Криницина -  Євдокія
- Олександр Панкратов-Чорний -  Таратутта
- Йосип Найдук
- Лідія Яремчук
- Лесь Сердюк
- Володимир Талашко
- Дмитро Миргородський -  полковник
- Сергій Гаврилюк
- Петро Бенюк

## Творча група
- Сценарій: Валентин Єжов, Наталія Готовцева
- Режисер-постановник: Анатолій Степаненко
- Оператори-постановники: Віктор Політов, Володимир Басс
- Художник-постановник: Віталій Волинський
- Композитор: Олександр Курій
- Звукооператор: Віктор Лукаш
- Режисер монтажу: Лідія Петренко